# Andrea Mantegna
Andrea Mantegna (Piazzola sul Brenta, circa 1431 – Mantua, 13 september 1506) was een Italiaanse kunstschilder.

## Leven

### Jeugd en opleiding
Mantegna is geboren in de wijk Isola di Carturo als tweede zoon van de timmerman Biagio. Zijn opleiding begon toen hij 11 jaar was als leerling van de schilder Francesco Squarcione, die hem en een aantal andere leerlingen geadopteerd had, in Padua. Squarcione was zeer gepassioneerd in het verzamelen van antieke objecten, zoals beeldhouwwerken, reliëfs en vazen. Hij leidde in totaal 137 leerlingen op in zijn atelier en genoot bekendheid in heel Italië. Naast schilderen leerde Squarcione hem ook Latijn. Op 17-jarige leeftijd verliet Mantegna het atelier van Squarcione met als reden dat deze gebruik van zijn werk had gemaakt zonder hem daarvoor voldoende te betalen.

### Latere jaren
In 1453 trouwde Mantegna met Nicolosia Bellini, dochter van de Venetiaanse schilder Jacopo Bellini. Zo werd hij ook familie van de bekende schilders Giovanni and Gentile Bellini. In 1460 werd hij benoemd tot hofkunstenaar van het huis Gonzaga, de hertogen van Mantua. Zijn positie was zo voornaam dat hij in 1476 een terrein kreeg om een klein stadspaleis op te trekken, het Casa del Mantegna. Misschien ontwierp hij het zelf.
Na 1490 ging zijn gezondheid achteruit. Dit weerhield hem er echter niet van om door te werken en in 1497 trad hij in dienst bij Isabella d'Este, voor wie hij de mythologische gedichten van de hofdichter Paride Ceresara uitbeeldde in een reeks schilderijen voor haar privévertrekken in het Palazzo Ducale.

### Mantegna's grafmonument
In de Renaissance werden kunstenaars zich steeds meer bewust van hun status in de samenleving en probeerden bij de intellectuele elite van hun tijd te horen. Zo ook Mantegna. Dat hij zichzelf als een belangrijk individu met een hoge status beschouwde blijkt onder meer uit het grafmonument dat hij voor zichzelf liet maken in de kapel van Johannes de Doper in de S. Andrea kerk in Mantua. Al op 1 maart 1504 (dus ongeveer 2 jaar voor zijn dood) betaalde hij 50 dukaten, zodat er alvast begonnen kon worden aan het decoreren van zijn kapel. 10 dagen later betaalde hij nog eens 100 dukaten, om er zeker van te zijn dat er na zijn dood missen voor hem en zijn familie gehouden zouden worden. Het geheel werd een indrukwekkend monument dat uiteindelijk pas in 1516 voltooid werd, maar waarschijnlijk wel geheel volgens Mantegna's eigen ontwerp.

## Werk
Mantegna was een kunstenaar uit de renaissance en hij gebruikte dan ook in zijn werk veel klassieke elementen. Mantegna werd daarbij beïnvloed door Donatello. Het gebruik van perspectief door Mantegna was voor die tijd magnifiek. Ook de anatomie van het menselijk lichaam kende hij goed, en hij was tevens in staat de moeilijke techniek van de verkorting te hanteren.
Mantegna's eerste werk was een altaarstuk dat hij in 1448 maakte voor de Santa Sophia kerk. Het werd in de 17e eeuw ontmanteld en is verloren gegaan.
Zoals alle schilders uit zijn tijd schilderde Mantegna veel bijbelse taferelen, waarbij hij als achtergrond echter vaak Romeinse gebouwen gebruikte. Bekend in dit verband is het fresco in een Paduaanse kerk waar Sint-Jacobus afgebeeld wordt op weg naar de plaats van de terechtstelling. De frescocyclus is in 1944 grotendeels verloren gegaan tijdens een bombardement.
Zijn werelds werk was humoristisch. In de plafondschildering in de Camera degli Sposi in het Palazzo Ducale van Mantua schilderde hij bijvoorbeeld een open koepel waar engeltjes en andere personen door naar beneden kijken in de kamer eronder. Ook de muurschilderingen in deze kamer, die de Gonzaga familie afbeelden, zijn bijzonder.
In de renaissance werden kunstenaars zich steeds meer bewust van hun status in de samenleving en probeerden zij bij de intellectuele elite van hun tijd te horen. Zo ook Mantegna. Dat hij zichzelf als een individu met een hoge status beschouwde blijkt onder meer uit het grafmonument dat hij voor zichzelf liet maken in een kapel in de S. Andrea kerk in Mantua, waarin hij allerlei verwijzingen naar zijn grootsheid liet verwerken, compleet met gouden en diamanten details.

## Galerij

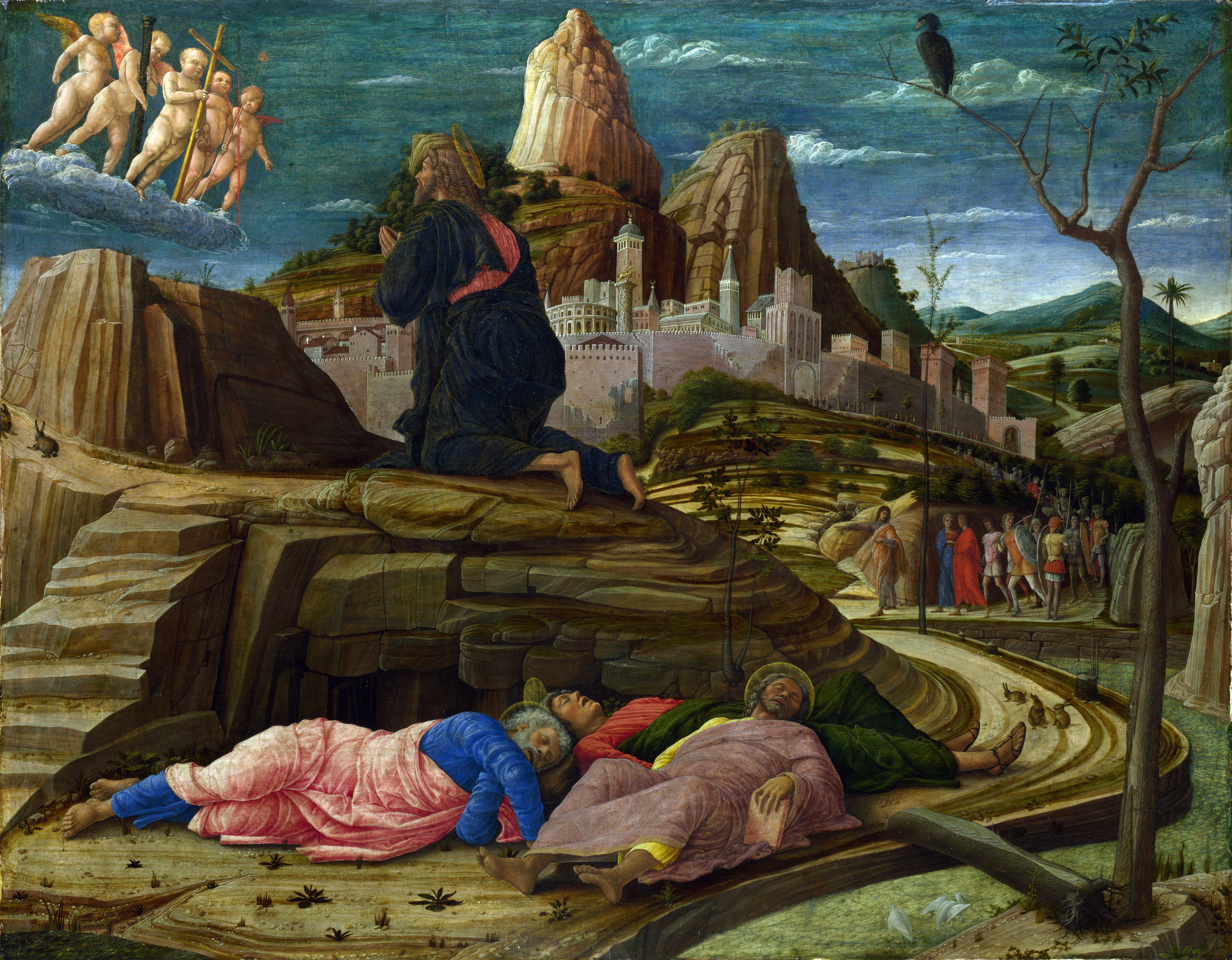
Christus en metgezellen in de hof van Gethsemane, ca. 1456, National Gallery (Londen)
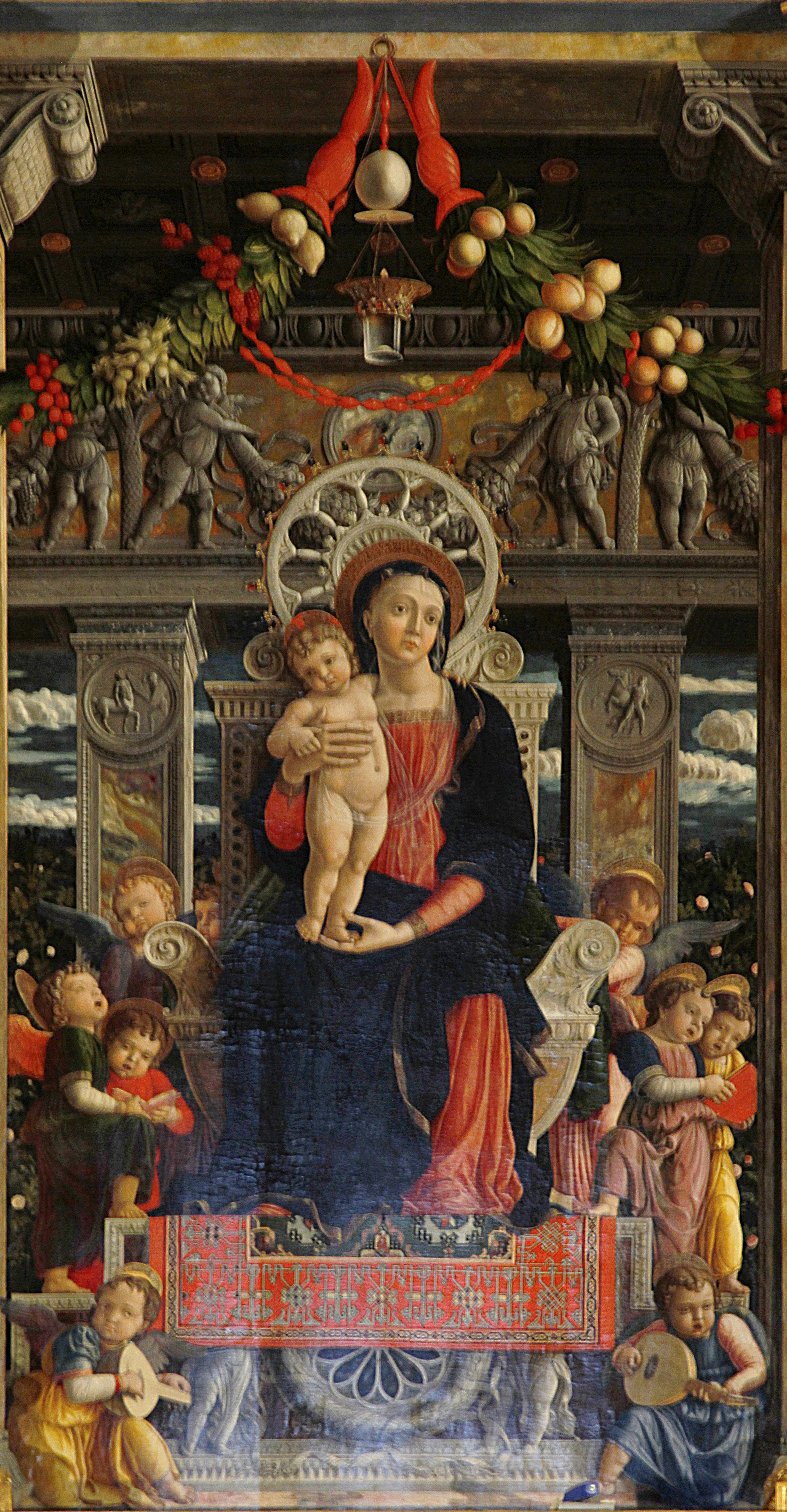
Het altaarstuk in de basiliek van San Zeno, Verona (1456-59)
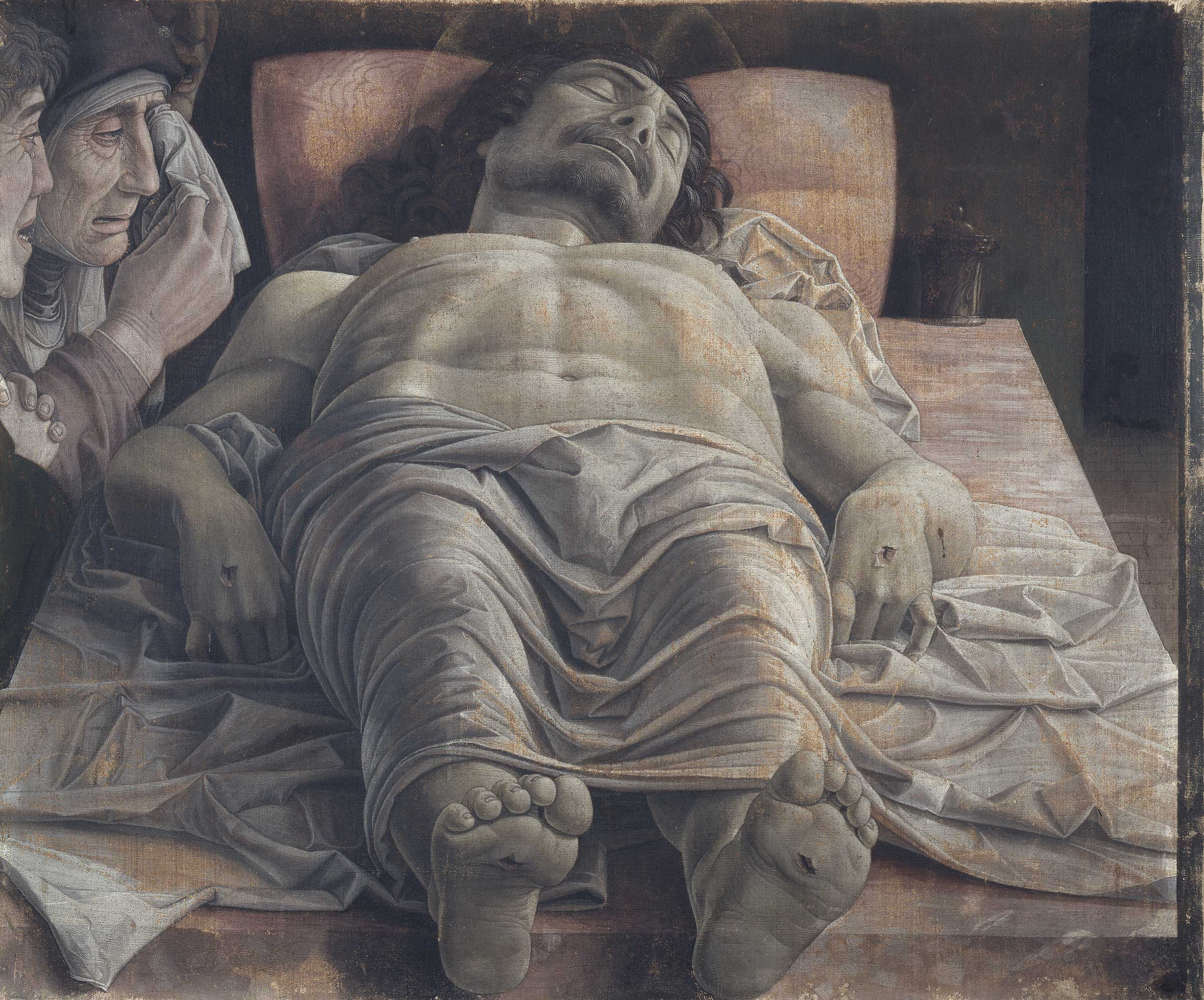
Bewening van Christus, 1470-74, Pinacoteca di Brera, Milaan